# Batman et Captain America
Batman et Captain America (Batman and Captain America) est un comics américain de Batman réalisé par John Byrne.

## Synopsis
Dans un univers alternatif, Batman et Captain America doivent combattre le Joker et Crâne rouge.

## Personnages
- Batman/Bruce Wayne
- Captain America

## Éditions
- 1996 : Batman & Captain America (DC Comics et Marvel Comics)
- 1998 : Batman & Captain America (Semic, collection Batman Hors Série)